# Tipula (Eumicrotipula) flavoannulata
Tipula (Eumicrotipula) flavoannulata is een tweevleugelige uit de familie langpootmuggen (Tipulidae). De soort komt voor in het Neotropisch gebied.